# 嘘をつく子供

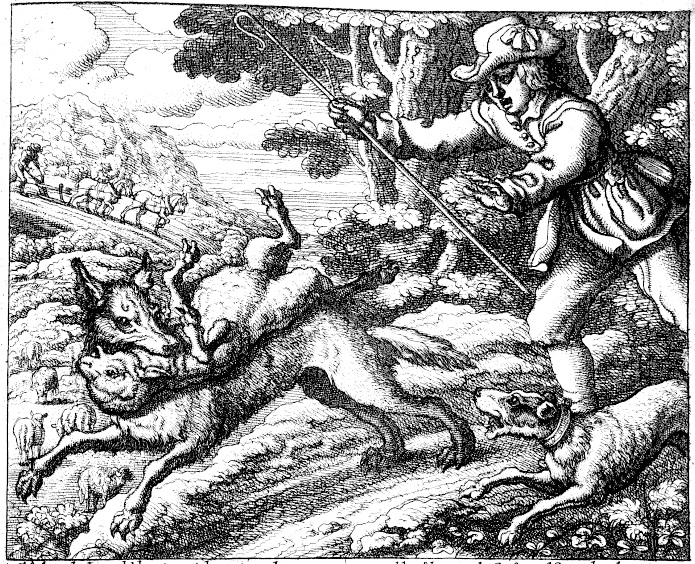
狼と羊飼い。
Francis Barlow画、1687年。

「嘘をつく子供」（うそをつくこども）とは、イソップ寓話のひとつ。ペリー・インデックス210番。一般的には"オオカミ少年"の話として知られている。

## 内容
羊飼いの少年が、退屈しのぎに「狼が来た」と嘘をついて騒ぎを起こす。騙された大人たちは武器を持って出てくるが、徒労に終わる。少年が繰り返し同じ嘘をついたので、本当に狼が現れた時には大人たちは信用せず、誰も助けに来なかった。そして村の羊は全て狼に食べられてしまった。

## 解説
人は嘘をつき続けると、たまに本当のことを言っても信じてもらえなくなる。常日頃から正直に生活することで、必要な時に他人から信頼と助けを得ることが出来るという教訓を示した寓話であると一般には受け取られている。日本ではこの話を由来として、嘘を繰り返す人物を「オオカミ少年」と呼ぶことがある。
また誤報を繰り返すことによって、信頼度の低下を引き起こし、人に信じてもらえなくなることを「オオカミ少年効果」という。例えば、土砂災害が予測される地域で避難勧告を出しても、実際に災害が起こらない「空振り」が発生する可能性がある。空振りを続ければ情報の信頼度が低下し、情報を受け取っても住民が避難しなくなることを「オオカミ少年効果」と呼ぶ。

## 結末の相違
イソップ寓話のギリシャ語の原典は失われている。のちのラテン語の本では狼が食べたのは「羊」であり、ギリシャ語を含めて多くは狼が食べたのは「（羊の）群れ」もしくは「羊」となっている。タウンゼント版、チャーリス版、ヒューストン版などでも喰われたのは「羊」となっている。
日本ではこの話は古くは1593年（文禄2年）刊の『ESOPO NO FABVLAS』（イソポのハブラス／天草版イソップ物語）に「わらんべ（童）の羊を飼うたこと」として収録されている。狼に喰われたのは「羊」となっている。
1872年（明治5年）に福沢諭吉が"The Moral Class-Book"を翻訳した『童蒙教草』第26章に『信実を守る事(イ)羊飼ふ子供狼と呼びし事』としてこの寓話が掲載されている。それによればラストは「これがため夥多（あまた）の羊はみす／＼（みすみす）狼に取られければ」となっている。同年に渡部温によって訳された『通俗伊蘇普物語』第三十には『牧童と狼の話』として紹介されていて、ラストは「数多の羊一疋も残らず皆狼に喰れける」となっている。
明治時代にイソップの話とは別に、嘘をついた少年が狼に食われるという訓話が、文部省の小学読本に存在している。『小学読本二之巻』（田中義廉　明治7年8月改正　文部省、初版明治6年）では、狼が少年を襲う挿絵とともに「狼のために、噛み殺されたり」となっている。また英語の学校教材として明治時代に使用された教科書、『ウィルソン氏第二リードル独案内』（明治18年3月出版）129ページでは「The wolf caught him, and came very near killing him.」となっている。
日本ではイソップの話であるとして、狼に食べられるのは羊ではなく「羊飼いの少年」とする寓話がいくつも存在する。『ポケット新譯イソップ物語』 1910年（明治43年）の岡村盛花堂出版 日野蕨・馬場直美著では、「（狼が来たと嘘をついた）平吉は獣の餌食となりました。」と結ばれている。その他、『イソップ物語』  1929年（昭和4年）にアルス出版から上梓された新村出著などのほか、八波則吉、波多野勤子、久保喬、立原えりかの児童書でもそのようになっている。まんがイソップ物語では少年本人がオオカミに追い回されることで完結している。
アメリカの児童書では「少年」あるいは「羊」となっている。

## その他の邦題
「羊飼いと狼」または「オオカミ少年」「童の羊を飼うた事」「牧童と狼の話」「牧童と狼」「牧童説謊」「牧童の自滅」「嘘と災難」「嘘つきの報い［羊飼と狼］」「嘘つきの羊飼」「狼と羊飼」「羊飼の童と狼」「嘘の罪」「羊飼と狼との話」「嘘好きの牧者」「羊飼の少年と狼」「嘘つき少年と狼」「羊飼ひと狼」「ウソヲツイタコドモ」「うそつき子供」「悪戯をする羊飼」「おおかみとひつじかい」「ひつじかいとおおかみ」「おおかみが出たぁ」「おおかみが来た！」「うそつきの子ども」「おおかみが来たぞ」「うそつきなひつじかいの少年」「いたずらをする羊飼い」というタイトルの場合もある。

## 類似の逸話
これに類する中国の故事として、以下のようなものがある。
周の幽王は、全く笑わない女性、褒姒を寵愛していた。あるとき手違いで敵襲を知らせる狼煙が上がってしまい、諸侯は空振りを食わされた。その様子を見て褒姒が笑った。そのため幽王は度々嘘の狼煙を上げた。その後、実際に敵襲があった際、もはや誰も狼煙を信じず、幽王は褒姒ともども敵に捕われ殺されてしまった。